# Gladiolus gunnisii
Gladiolus gunnisii là một loài thực vật có hoa trong họ Diên vĩ. Loài này được (Rendle) Marais miêu tả khoa học đầu tiên năm 1973.